# Ка Цанфорлин (Ровиго)
Ка Цанфорлин је насеље у Италији у округу Ровиго, региону Венето.
Према процени из 2011. у насељу је живело 49 становника. Насеље се налази на надморској висини од 3 м.